# Azeite

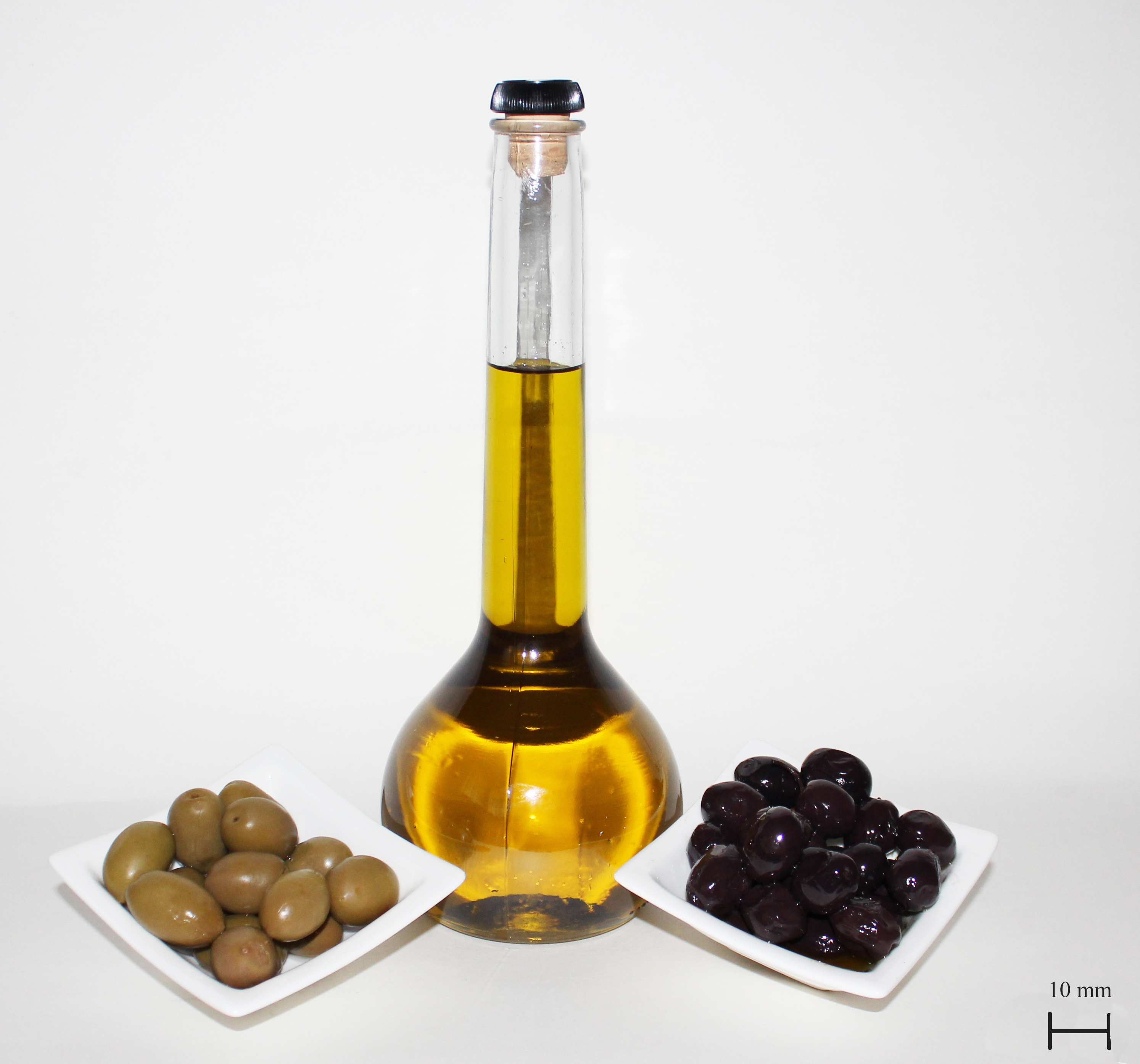
Azeite

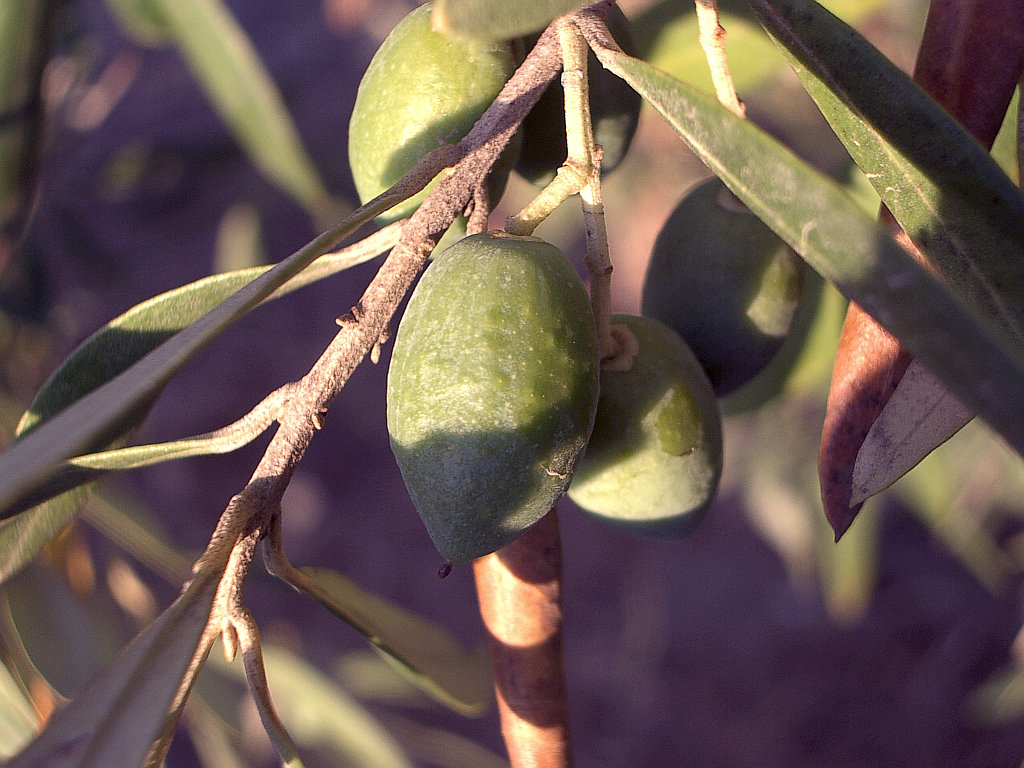
Uma azeitona em uma oliveira

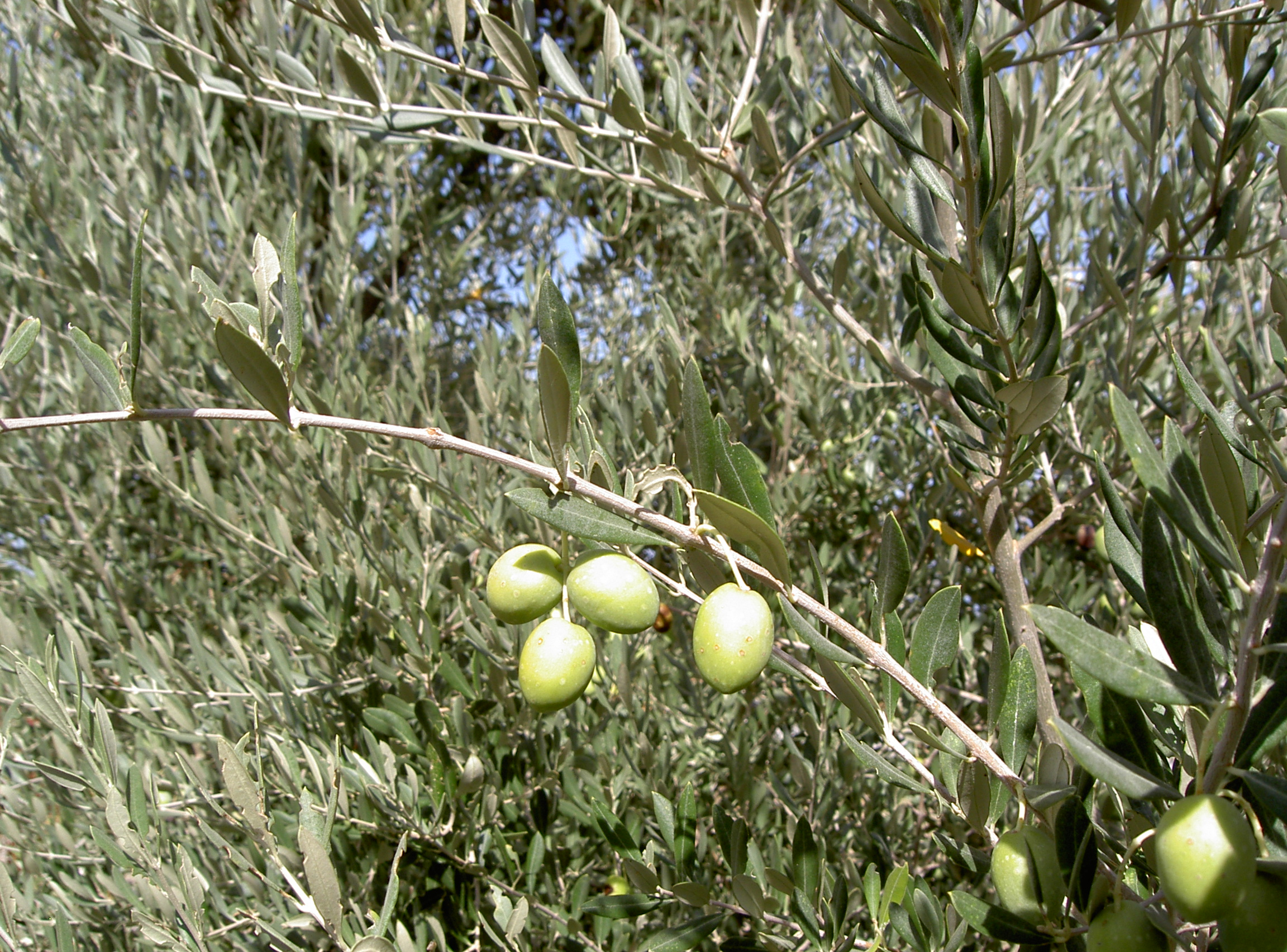
Uma oliveira

Azeite é um óleo vegetal extraído da azeitona, o fruto da oliveira. Trata-se de um alimento antigo, clássico da culinária contemporânea, regular na dieta mediterrânea e nos dias atuais presente em grande parte das cozinhas. Além dos benefícios para a saúde o azeite adiciona à comida um sabor e aroma peculiares.
A região mediterrânea, atualmente, é responsável por 95% da produção mundial de azeite, favorecida pelas suas condições climáticas, propícias ao cultivo das oliveiras, com bastante sol e clima seco.

## História
A origem da oliveira, na sua forma primitiva, remonta à Era Terciária, anterior portanto ao aparecimento do homem, e se situa na Ásia Menor, na Síria e na Palestina, regiões onde foram descobertos vestígios de instalações de produção de azeite e fragmentos de vasos datados do começo da Idade do Bronze. Contudo, em toda a bacia do Mediterrâneo foram encontradas folhas de oliveira fossilizadas, datadas do Paleolítico e do Neolítico, sendo também pesquisada a sua origem ao sul do Cáucaso, nos altos planos do Irã.

### Antiguidade
Por volta de 3000 anos antes de Cristo, a oliveira já seria cultivada por todo o Crescente Fértil. Sabe-se, no entanto, que, há mais de 6 mil anos, o azeite era usado pelos povos da Mesopotâmia como um protetor do frio e para o enfrentamento das batalhas, ocasiões em que as pessoas se untavam dele. Com o contato entre esses povos e os hebreus, foi aprendida a produção de azeite e a cultura da oliveira, depois esse conhecimento foi passado para a Grécia e todo o Mediterrâneo por meio dos fenícios.

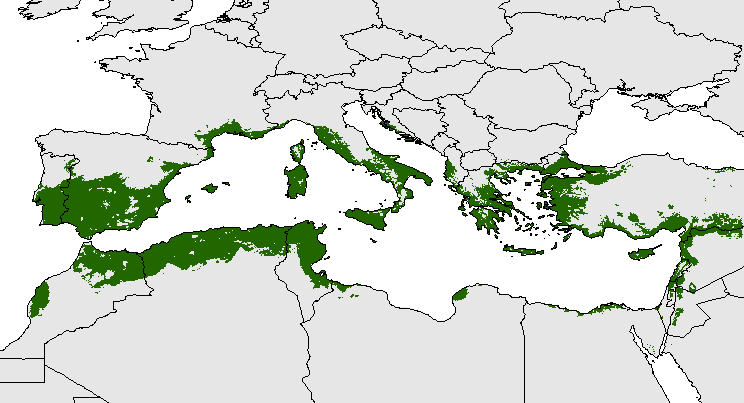
Distribuição potencial de oliveiras na bacia do Mediterrâneo. A oliveira é um indicador biológico da região do Mediterrâneo. (Oteros, 2014)

Havia comércio de azeite entre os negociantes da cidade de Tiro, que, provavelmente, o exportavam para o Egito, onde as oliveiras, na maior parte, não oferecem um produto de boa qualidade. Há informações extraídas do Antigo Testamento bíblico de que teria sido na quantidade de 20 000 batos (2 Crônicas 2:10), ou 20 coros (1 Reis 5:11), o azeite fornecido por Salomão a Hirão, sendo que o comércio direto desta produção era, também, sustentado entre o Egito e a Israel (1 Reis 5:11; 2 Crônicas 2:10-15; Isaías 30:6 e 57.9; Ezequiel 27:17; Oseias 12:1).
A propagação da cultura do azeite pelas demais regiões mediterrâneas ocorreu por meio dos fenícios. Assim, já na Grécia antiga começou a se cultivar a oliveira na Grécia, bem como a vinha. E, desde o século VII a.C., o óleo de oliva começou a ser investigado pelos filósofos, médicos e historiadores da época em razão de suas propriedades benéficas ao ser humano.
Os gregos e os romanos sem dúvida descobriram várias aplicações do azeite, com suas múltiplas utilizações na culinária, como medicamento, unguento ou bálsamo, perfume, combustível para iluminação, lubrificante de alfaias e impermeabilizante de tecidos.
Além disso, o azeite é mencionado em quase todas as religiões da Antiguidade, havendo inúmeras lendas e mitos a respeito. Muitas vezes a oliveira era considerada símbolo de sabedoria, paz, abundância e glória para os povos.

### Nas religiões antigas
Para os egípcios, o cultivo da oliveira teria sido ensinado por Ísis; os romanos também acreditavam que a origem de tal cultura teria sido uma dádiva dos seus respectivos deuses.
De acordo com a mitologia grega, ao disputar as terras do que é hoje a cidade de Atenas, o deus Posidão, com um golpe de seu tridente, teria feito brotar um belo e forte cavalo e que a deusa Atenas trouxe uma oliveira capaz de produzir óleo para iluminar a noite, suavizar a dor dos feridos e de servir como um alimento precioso, rico em sabor e energia.
Na Eneida, Virgílio faz uma menção ao azeite e à oliveira: "E com um ramo de oliveira o homem se purifica totalmente".
Rômulo e Remo, considerados descendentes dos deuses e fundadores da cidade de Roma, teriam visto a luz do dia pela primeira vez debaixo dos galhos da oliveira.
Entre os judeus o azeite teve uma grande importância nos cultos quanto ao oferecimento de sacrifícios a Deus, simbolizando a sua presença entre os homens.

### Simbologia na Bíblia e no cristianismo
Na Bíblia, o azeite é utilizado como símbolo da presença do Espírito Santo (Deus).
Em Gênesis, quando as águas do dilúvio tinham cessado e a arca ainda navegava sobre as águas, o patriarca Noé teria soltado uma pomba que retornou trazendo um ramo de oliveira.
Jacó, ao ter duas experiências sobrenaturais com Deus, em Betel, em ambas as vezes colocou no local uma coluna de pedra sobre a qual derramou azeite. (Gênesis 28:18 e Gênesis 35:14)
Os judeus utilizavam o azeite nos seus sacrifícios e também como uma divina unção que era misturada com perfumes raros. Usava-se, portanto, o azeite na consagração dos sacerdotes (Êxodo 29:2–23; Levítico 6:15–21), no sacrifício diário (Êxodo 29:40), na purificação dos leprosos (Levítico 14:10–18 e Levítico 21:24–28), e no complemento do voto dos nazireus (Números 6:15).
Quando alguém apresentar ao Senhor uma oblação como oferta, a sua oblação será de flor de farinha; derramará sobre ela azeite, ajuntando também incenso. (Levítico 2:1)
Pode afirmar-se que a Torá previa três tipos de ofertas de manjares que deveriam ser acompanhadas com azeite e sem fermento, as quais eram: 1) flor de farinha com azeite e incenso; 2) bolos cozidos ou obreias (bolos muito finos) untadas com azeite; 3) grãos de cereais tostados com azeite e incenso. E, enquanto a ausência de fermento simbolizava a abstinência do pecado, o azeite representaria a presença de Deus. Parte das ofertas era então queimada no altar como sacrifício a Deus. Certas ofertas, contudo, deviam efetuar-se sem aquele óleo, como, por exemplo, as que eram feitas para expiação do pecado (Levítico 5:11) e por causa de ciúmes (Números 5:15).
Os judeus também empregavam o azeite para friccionar o corpo, depois do banho, ou antes de uma ocasião festiva, mas em tempo de luto, ou de alguma calamidade, abstinham-se de usá-lo.
O azeite também era reconhecido como um medicamento entre os judeus (Isaías 1:6; Marcos 6:13; e Tiago 5:14). Em Lucas 10:34, o "bom samaritano" unge as feridas do homem que tinha sido atacado pelos salteadores com vinho e azeite. O azeite, nas feridas, era conhecido por ajudar a cicatrizar.
Pode-se dizer que na cultura judaica o azeite indicava o sentimento de alegria, ao passo que a sua falta denunciava tristeza, ou humilhação.
Antes de sua prisão, Jesus passou momentos agonizando no Getsêmani, ou Jardim das Oliveiras, situado nos arredores da Jerusalém antiga. O nome Getsêmani significa lagar do azeite. A escolha do local trazia com exatidão o que estava acontecendo com Jesus momentos antes de ser crucificado, quando iria ser sacrificado e esmagado como uma azeitona, a fim de que a humanidade pudesse receber o Espírito Santo em seus corações.
Ainda hoje na Quinta-feira Santa, a Igreja Católica consagra os santos óleos  que são usados pelos sacerdotes ao longo do ano em rituais litúrgicos sacramentais, como o batismo, o crisma, a unção dos enfermos e a ordenação sacerdotal. De acordo com o Direito Canônico, tais óleos devem ser de origem vegetal, mas é usual utilizar o azeite para tal consagração.

### Em Portugal

#### História
O azeite foi um dos primeiros produtos exportados por Portugal.
Em Portugal, a referência à oliveira é muito antiga. O Código Visigótico, nas leis de protecção à agricultura, prescrevia a multa de cinco soldos para quem arrancasse oliveira alheia, pagando por outra árvore apenas três soldos.
Alguns autores afirmam que o maior desenvolvimento desta cultura se verifica nas províncias onde a reconquista chegou mais tardiamente. Os forais dos mouros forros de Lisboa, Almada, Palmela e Alcácer do Sal, dados por D. Afonso Henriques em 1170, e mais tarde o dos mouros do Algarve (1269), e no de Évora (1273), referem-se expressamente a essa cultura de oliveira.
No que diz respeito à Beira Baixa só há uma menção à «plantação recente de oliveira num chão tapado, dentro da vila de Covilhã em 1359». Das tabelas medievais de portagem (direitos), podemos concluir quais os principais géneros do comércio local: sal, azeite, pão, vinho, animais vivos e peixe salgado ou fresco. Do século XIV há noticia de dois concelhos em que se cultivava a oliveira: Évora e Coimbra. Neste último o rei concede os mesmos privilégios que a Lisboa, isto é, «podiam carregar o azeite no rio e foz do Mondego. assim para fora do Reino como para o interior».
Na época dos Descobrimentos nos séc. XV e XVI, o azeite e o vinho continuam a fazer parte da lista dos produtos exportados. Como no século XIV, Coimbra, Évora e seus termos eram as regiões de maior produção no século XV. Em 1555 o consumo do azeite sofreu grande aumento, pois começou a ser utilizado com frequência na iluminação. Neste século vendia-se o produto dentro do reino e exportava-se com destino aos mercados do Norte da Europa e para o ultramar, em especial para a Índia. No tempo do domínio filipino o «mercado negro», o açambarcamento e especulação oneraram o produto; compreende-se assim a baixa na exportação, apesar de Manuel de Sousa Faria ter elogiado a sua qualidade e abundância, afirmando que a exportação continuava para a Flandres, Alemanha, Castela-a-Velha, Província de Leão, Galiza, Índia e Brasil.
No século XVIII Coimbra deixou de ser o principal centro produtor e o azeite de melhor qualidade foi o de Santarém. O monopólio de lagares, na posse dos donatários e dos mestrados das Ordens, foi causa de queixas várias na baixa de produção. Contudo, ainda no século XIX e, não obstante os processos de fabrico continuarem rudimentares, o azeite português foi premiado na Exposição de Paris de 1889.
Nas últimas décadas antes da adesão, Portugal tinha vindo a diminuir as suas produções de azeite e as oscilações anuais eram muito grandes (por exemplo, em 1982 produziram-se 79 510 toneladas e em 1983, apenas 8800, segundo dados da FAO). Em 1986, à data da adesão à CEE, Portugal tinha 340 000 hectares de olival, espalhados por todo o País, embora maioritariamente concentrados no Alentejo, com 144 632 ha; as regiões agrárias de Trás-os-Montes, Beira Interior e Ribatejo e Oeste tinham também superfícies significativas, semelhantes, e cerca de um terço do Alentejo (INE). De acordo com o GPP, a amostra RICA das explorações com especialização em olivicultura mostrava uma cultura essencialmente de olival tradicional, não competitiva devido à baixa produtividade e a uma estrutura de custos desajustada, com um elevado valor de amortizações e salários, devido principalmente à sobremotorização e à necessidade de colheita manual.

#### Actualidade
Portugal consome anualmente 78 mil toneladas de azeite e exporta 58 mil, ou seja, necessita por ano de 136 mil. No entanto, só produz 63 mil, sendo obrigado a importar 73 mil toneladas. Na produção de azeite em Portugal destaca-se uma lista de produtos com denominação de origem protegida que era composta, em 2012 por 6 referências.
Em 2011 a produção atingiu o valor mais alto desde 1967. Com mais de 76 mil toneladas de azeite a abastecer o mercado interno e externo.
O investimento no olival que tem sido feito nos últimos anos, sobretudo no Alentejo, está a ter efeitos práticos na balança comercial, que, pela primeira vez, tem saldo positivo.
Mais de 62% de toda a produção nacional está no Alentejo, que passou de 14 854 toneladas em 2004 para 47 278 em 2011.
O Brasil importa de Portugal 40% do azeite que consome. Segue-se Espanha (o maior produtor mundial), a quem comprou 11 200 toneladas entre Janeiro e Agosto de 2012 (7,8% de aumento) e Itália.
Em 2012, a produção de azeite em Portugal caiu 8% em comparação com 2011 atingindo as 70.331 toneladas.
Na campanha 2013/14 foram atingiras as 90 mil toneladas, o valor mais elevado dos últimos 50 anos.
Produziu 61,2 mil toneladas de azeite na campanha 2014/2015.
Produziu 100 mil toneladas de azeite na campanha 2015/2016.Produção de azeite atinge recorde de 30 anos em Portugal
Em 2016, as exportações atingiram 434 milhões de euros, tendo o sector atingido um excedente da balança comercial no valor de 170 milhões de euros, com o aumento de 400% da produção de azeite e em 300% do volume de exportações.
No início do ano de 2024, o preço do azeite teve um aumento exponencial de 69%, os portugueses até atribuíram o título de "ouro líquido". Esta subida de preço do azeite está essencialmente relacionado com a escassez de produção por parte da principal produtora mundial da matéria-prima, Espanha.

### No Brasil
O Brasil é o sétimo maior importador mundial de azeite e o segundo de azeitonas. A principal causa é que o país não planta oliveiras, e por isso mesmo, não produz azeitonas e muito menos, o azeite. Mas esta realidade está mudando. A EPAMIG - Empresa de Pesquisa Agropecuária de Minas Gerais é pioneira nas pesquisas sobre à oliveira desde 1986, especialmente na seleção de variedades mais adequadas às condições brasileiras de clima e na produção de mudas de qualidade. As pesquisas sobre as oliveiras estão concentradas na Fazenda Experimental de Maria da Fé, uma pequena cidade do Sul de Minas Gerais, com resultados muito promissores para o desenvolvimento da cultura no Brasil. No dia 29 de Fevereiro de 2008, foi realizada com sucesso a primeira extração de azeite em terras brasileiras, e na análise de laboratório, o óleo extraído foi classificado como extravirgem, comparável aos melhores do mundo, com índices de acidez entre 0,3 a 0,7.
Há dois anos iniciaram-se as safras em Santa Catarina com capacidade de produção de óleo. A EPAGRI estima a produção de óleo industrializado em grande escala até 2011. Várias regiões do estado são propícias ao cultivo de azeitonas, principalmente o Oeste e Sul.
Em algumas regiões do Brasil (principalmente litorâneas), dá-se o nome de azeite doce, e ele é usado no candomblé em comidas oferecidas aos orixás que não podem receber oferendas preparadas com azeite de dendê.
Atualmente, o Rio Grande do Sul é o maior produtor nacional de oliveiras e de azeite, com mais de 5 mil hectares cultivados, 10 indústrias extratoras e 20 marcas de azeite extravirgem, algumas com importantes premiações internacionais. Em virtude do clima, o RS é o estado mais propício para a produção de azeite em larga escala. Os municípios da Serra do Sudeste e da Campanha Gaúcha se destacam na produção. Entre os municípios, Pinheiro Machado é o que tem a maior área plantada, também se destacam Canguçu, Caçapava do Sul, Cachoeira do Sul, Bagé e Santana do Livramento. Algumas das variedades mais cultivadas em solo gaúcho são: Arbequina, Koroneiki, Picual e Arbosana. Em 2019, o RS respondeu por 70% da produção nacional, produzindo entre 150 e 180 mil litros de azeite extravirgem.

## Produção
A produção mundial de azeite concentra-se, maioritariamente, na Europa, com cerca de 70% nesta área.
| 1.  | Espanha  | 1 492 069 |
| 2.  | Itália   | 338 631   |
| 3.  | Grécia   | 293 000   |
| 4.  | Portugal | 228 954   |
| 5.  | Turquia  | 222 100   |
| 6.  | Marrocos | 194 900   |
| 7.  | Tunísia  | 144 200   |
| 8.  | Síria    | 103 892   |
| 9.  | Argélia  | 71 000    |
| 10. | Egito    | 34 700    |

| Uso culinário do azeite por acidez | Uso culinário do azeite por acidez | Uso culinário do azeite por acidez |
| ---------------------------------- | ---------------------------------- | ---------------------------------- |
| Tipo                               | Acidez                             | Utilização                         |
| Extra Virgem                       | < 0,8%                             | Saladas e molhos                   |
| Virgem fino                        | 1,5%                               | Saladas e molhos                   |
| Semifino                           | 3,0%                               | Saladas e frituras                 |
| Refinado                           | >3,0%                              | Frituras de imersão                |
| Puro                               | >2,0%                              | Frituras, assados e marinados      |

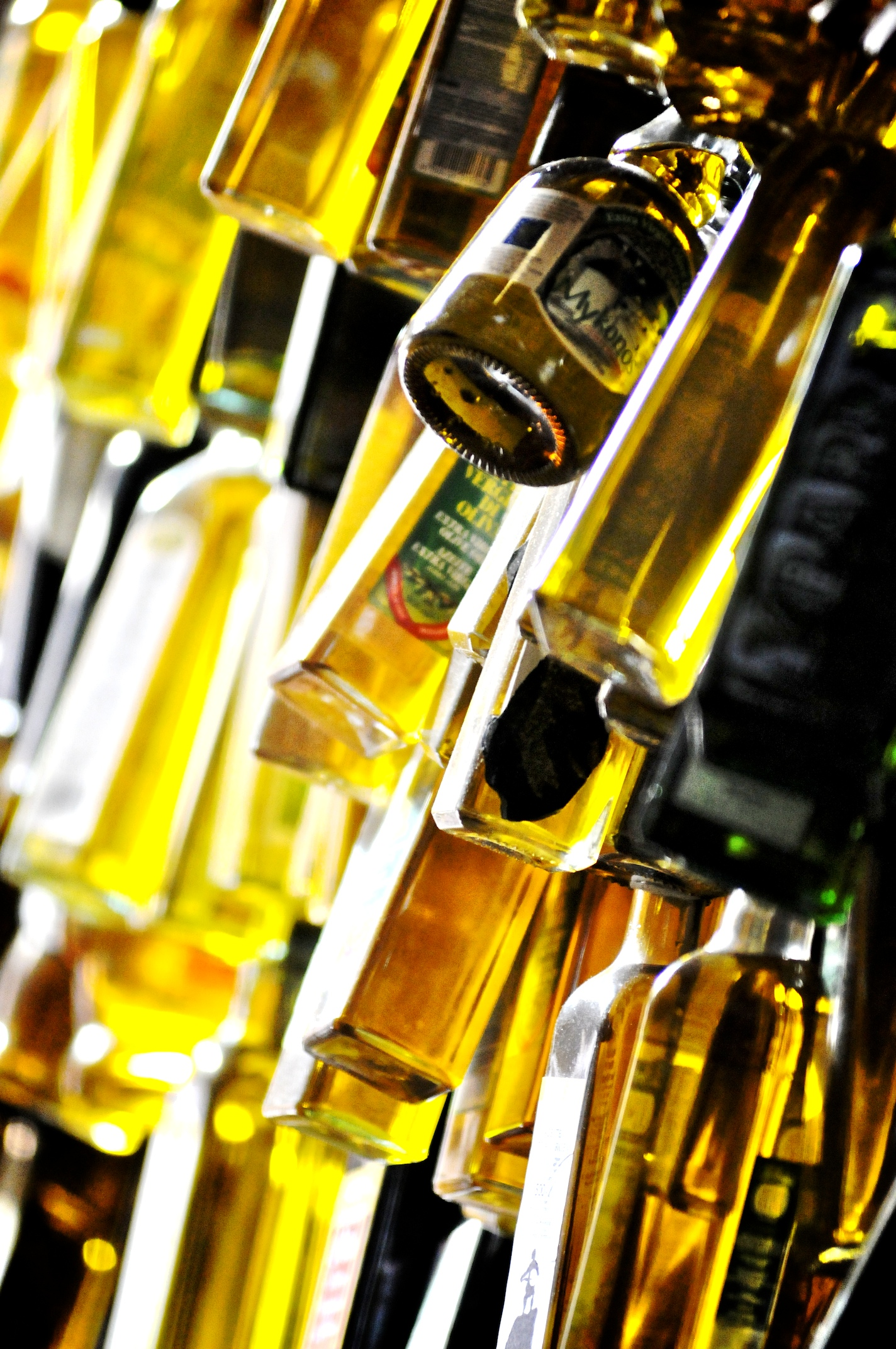
Garrafas de azeite

São necessárias de 1300 a 2000 azeitonas para produzir 250 mililitros de azeite. O azeite  deve ser produzido somente a partir de métodos mecânicos e de calor.
Na atualidade, os métodos tradicionais de processamento da azeitona deram lugar a processos modernos de extração, utilizando variação de pressão e temperatura. Com isso, o método tradicional de mistura do óleo à mão quase não existe mais, tudo é feito com maquinas e classifica-se o azeite segundo seu processo de produção da seguinte forma:
- Azeite virgem, obtido por processos mecânicos. Dependendo da acidez do produto obtido, este azeite pode ser classificado como sendo do tipo extra, virgem ou comum. O azeite virgem apresenta acidez máxima de 2%.[22]
- Azeite refinado, produzido pela refinação do azeite virgem, que apresenta alta acidez e incidência de defeitos a serem eliminados na refinação. Pode ser misturado com o azeite virgem.
- Azeite extra virgem. O azeite não pode passar de 0,8% de acidez (em ácido oleico) e nem apresentar defeitos. O órgão que os regulamenta e define quais defeitos são catalogados é o Conselho Oleícola Internacional.
- Azeite  comum é obtido da mistura do azeite lampante, inadequado ao consumo, obtido através da prensagem das azeitonas. O azeite comum não possui regulamentação.

## Efeitos na saúde
O azeite possui várias substancias benéficas à saúde, como o composto fenólico oleaceína, encontrado principalmente no azeite extra virgem. O azeite rico nesse composto tem demonstrado diversos efeitos contra doenças cardiovasculares, como melhora na função em pacientes com aterosclerose precoce. O azeite de oliva pode prevenir o dano oxidativo das partículas de LDL, um fator importante no desenvolvimento de doenças cardíacas.
As doenças cardíacas e AVC, estão entre as causas mais comuns de morte no mundo, mas estudos observacionais mostram baixa mortalidade em certas áreas do mundo, especialmente nos países mediterrâneos, onde o azeite é uma parte importante da dieta das pessoas.
Os ácidos graxos monoinsaturados, presentes no azeite, podem beneficiar a saúde do coração e podem até ajudar a proteger contra doenças cardíacas.
O azeite também tem vitaminas antioxidantes como a vitamina K e E, que ajudam a combater inflamações e doenças crônicas.
Alguns estudos descobriram que o consumo regular de azeite pode estar ligado a níveis mais baixos de certos marcadores de inflamação, incluindo PCR e interleucina-6.
Um estudo em ratos descobriu que o azeite extra-virgem pode reduzir os primeiros sinais neurológicos da doença de Alzheimer. A intervenção com azeite extra-virgem melhorou a autofagia – a capacidade de as células cerebrais eliminarem resíduos tóxicos – e ajudou a manter a integridade das sinapses